# Gebroeders Kok
Gebroeders Kok was een muziekinstrumentmakerij in de Sint-Jansstraat 31 te Amsterdam.
De zaak, opgericht in 1848, werd gedreven door twee broers, zonen van kleermaker Gerrit Kok en Geertruij Gorlee:
- Johan Warnaar Kok (Amsterdam, 6 november 1819 – 17 oktober 1889), trouwde met Francijntje Pieters

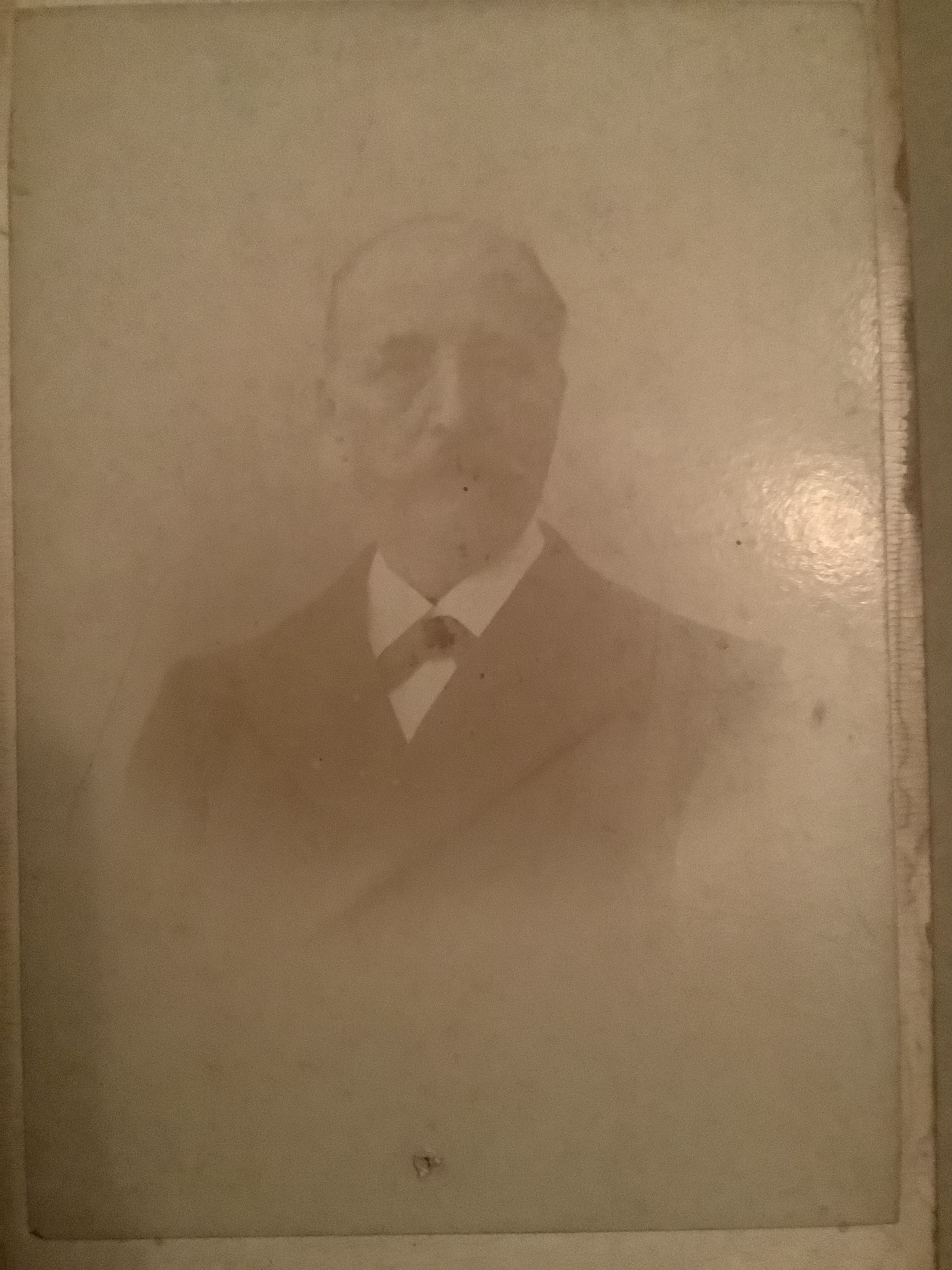
Gerrit Kok

- Gerrit KokGerrit Kok (Amsterdam, 4 december 1828 – aldaar, 17 december 1899), hij was getrouwd met Elizabeth Geertruida Cattermolen en Elisabetha Dillinger. Een jaar na zijn overlijden werd door vrienden en familie een gedenkteken bij zijn graf op Zorgvlied geplaatst. Zoon Joh. D. Kok, uit het eerste huwelijk, was musicus.[1]

Zij kregen hun opleiding van vioolbouwer Helms en ook van de uit Frankrijk afkomstige instrumentmaker Louis Bernadel, broer van de Parijse luthier Sebastien Philippe Bernadel (S.P. Bernadel). Daar waar Johan Warnaar zich specialiseerde in het maken van nieuwe muziekinstrumenten (het zouden er meer dan 50 zijn), kreeg Gerrit bekendheid als reparateur van aloude muziekinstrumenten. Ze stonden bekend als "Luthiers de la Conservatoire d’Amsterdam". In 1898 vierde het bedrijf zijn vijftigjarig bestaan, maar vlak daarna overleed Gerrit Kok. Zijn weduwe zette het bedrijf nog enige tijd voor met de leerling Wilhelm Paul Kunze. Die ging in 1902 verder als zelfstandig vioolbouwer, hetgeen het einde bekende van de Gebroeders Kok. De zaak had gedurende haar bestaan regelmatig contact met W.E. Hill & Son (William Hill & Sons/William E. Hill & Sons bowmakers) in Londen.